# Fritillaria caucasica
Fritillaria caucasica là một loài thực vật có hoa trong họ Liliaceae. Loài này được Adam miêu tả khoa học đầu tiên năm 1805.